# Diósberény
Diósberény là một thị trấn thuộc hạt Tolna, Hungary. Thị trấn này có diện tích 17,75 km², dân số năm 2010 là 345 người, mật độ 19 người/km².